# ا هاسل

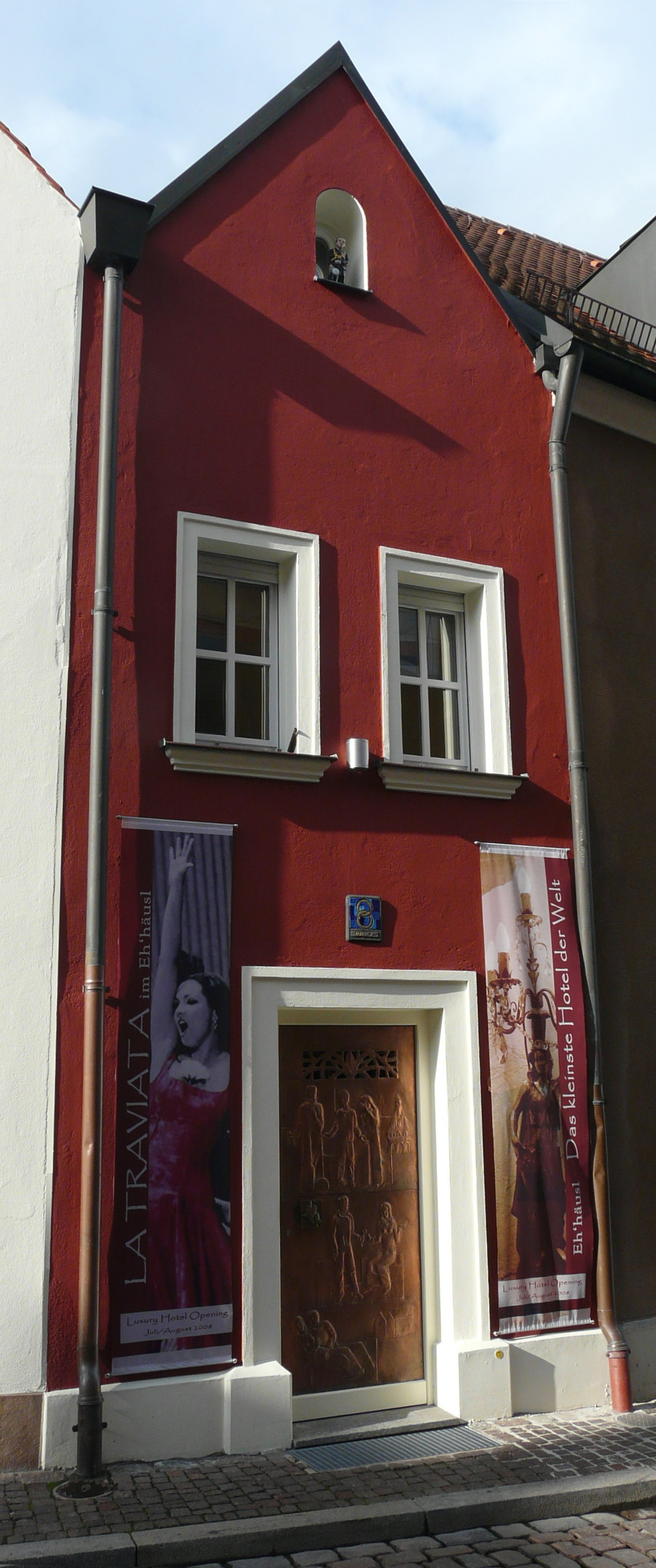
The Eh’häusl

Eh'häusl یک هتل پنج ستاره است که با زیر بنای ۵۳ متر مربع است که در کشور آلمان، ایالت بایرن و شهر آمبرگ واقع شده و لقب کوچکترین هتل جهان را دارد.
این هتل که به خانه عروسی معروف است، ۲٫۵ متر عرض و هر طبقه آن ۵۳ متر مربع مساحت دارد. این هتل باریک در فضای کم عرض بین دو ساختمان، بنا شده‌است و از نمای بیرون، به نظر می‌رسد که هتل به زور در میان فضای باریک بین دو ساختمان گنجانده شده‌است. مساحت اتاق های این هتل ۲۰ متر مربع است اما با وجود این تمام امکاناتی که در هتل‌های لوکس دنیا وجود دارد در این هتل کوچک نیز ارائه می‌شود. از جمله امکانات این هتل می‌توان به تحت خواب راحت، سیستم گرمایش و سرمایش مناسب، مبلمان خوب، تلویزیون صفحه مسطح، سرویس بهداشتی و حمام مناسب اشاره کرد. مهمانان این هتل که از کشورهای مختلف از چین تا مکزیک به این مکان مراجعه می‌کنند بابت هر شب اقامت در کوچکترین هتل دنیا حدود ۲۴۰ یورو پرداخت می‌کنند. اتاق‌های این هتل همیشه چند ماه قبل رزرو می‌شوند و همواره پر از میهمان است. به دلیل کوچک بودن اتاق‌های این هتل، فضای هر اتاق مناسب یک زوج است.
زوج های که در این هتل خاص اقامت می کنند می گویند که هر وسیله رفاهی که بخواهید در این هتل وجود دارد و آن را یکی از بهترین مکان های دنیا برای اقامت می دانند.

## تاریخچه
هتل Eh Hausel در سال ۱۷۲۸ و زمانی که مجلس آمبرگ تصمیم گرفت که تنها زوج های مقیم اجازه ازدواج داشته باشند، ساخته شد. در آن زمان یک تاجر تصمیم گرفت تا یک خانه کوچک و ارزان را میان دو ساختمان و با عرض ۲.۵ متر بسازد تا زوج های جوان که قصد ازدواج دارند با هزینه کم آن را بخرند. به این ترتیب زوج های جوان قبل از ازدواج با هزینه کم این خانه را می خریدند و چند هفته در آن زندگی می کردند و سپس آن مکان را به زوج دیگری می فروختند و خانه بزرگتری برای خود تهیه می کردند. به همین دلیل این خانه به Wedding House یا خانه عروسی مشهور شد. بعدها این مکان باز سازی و تبدیل به هتل Eh Hausel شد.